# Branice (Csehország)
Branice település Csehországban, Píseki járásban. Branice Okrouhlá, Veselíčko, Milevsko, Květov, Stehlovice és Křižanov településekkel határos. Lakosainak száma 303 fő (2024. január 1.).

## Népesség
A település lakosságának változását az alábbi diagram mutatja:
| Lakosok száma | 228  | 227  | 297  | 276  | 331  | 302  | 301  | 290  | 312  | 303  |
|               | 1869 | 1890 | 1921 | 1950 | 1980 | 2001 | 2017 | 2019 | 2022 | 2024 |